# Husarenfische
Die Husarenfische (Holocentrinae), auch Eichhörnchenfische genannt, sind meist rötliche, großäugige Fische mit großen, deutlich sichtbaren Schuppen und einer gegabelten Schwanzflosse. Es gibt drei Gattungen.

## Merkmale
Husarenfische werden je nach Art 20 bis 60 Zentimeter lang. Die Tiere sind oft längs gestreift. Sie unterscheiden sich durch den schlanker gebauten Körper, die spitze Kopfform und den großen Stachel am Kiemendeckel von ihren nahen Verwandten, den Soldatenfischen (Myripristinae). Die Kiemendeckelstacheln einiger indopazifischer Arten der Gattung Sargocentron sind giftig und können schmerzhafte Wunden verursachen. Bei atlantischen Arten ist keine Giftwirkung bekannt. Der längste Flossenstachel der Afterflosse ist normalerweise länger oder gleich lang wie der längste Flossenstachel der Rückenflosse. Die Afterflosse hat sieben bis zehn Weichstrahlen. Die Schwimmblase ist röhrenförmig und sehr langgestreckt. Bei einigen Arten hat sie Kontakt zum Schädel.

## Lebensweise
Tagsüber leben sie in Höhlen, Spalten oder unter Überhängen in den Korallenriffen des Atlantik und des Indopazifik, nachts werden sie aktiv. Sie sind Einzelgänger, die Reviere beanspruchen und gegenüber Artgenossen aggressiv sind. Ähnlich wie Riffbarsche können Husarenfische durch Muskelkontraktionen Geräusche erzeugen, wobei die Schwimmblase als akustischer Verstärker dient. Sie sind dann zu hören, wenn sich die Fische gefährdet fühlen oder sich verteidigen. Husarenfische jagen bodenbewohnende Tiere wie Würmer, Krebse und kleine Fische.
Husarenfische werden gerne in größeren Schauaquarien gehalten, da sie selten größer als 30 Zentimeter werden. Sie können dort ein sehr hohes Lebensalter erreichen.

## Systematik
Ursprünglich zählte man alle Husarenfische zur Gattung Holocentrus. Heute zählt man nur noch zwei atlantische Arten zu der Gattung. Die übrigen Husarenfische zählen zu Neoniphon (eher schlanke Formen) und Sargocentron (hochrückigere Formen), wobei jedoch gerade diese beiden Gattungen aktuellen phylogenetischen Untersuchungen zufolge nicht monophyletisch sind.
- Husarenfische (Holocentrinae) 
  - Gattung Holocentrus Scopoli, 1777.
    - Gemeiner Husar (Holocentrus adscensionis) (Osbeck, 1765).
    - Langstachelhusar (Holocentrus rufus) (Walbaum, 1792).

  - Gattung Neoniphon Castelnau, 1875.
  - Gattung Sargocentron Fowler, 1904.